# 双马站
双马站（工程用名：世博园东站）位于辽宁省沈阳市浑南区，是沈阳地铁1号线的车站，于2025年6月30日随1号线东延段开通启用，为1号线的东端终点站。
由于车站位于世博园东侧，因此建设时期以“世博园东”命名；正式名称“双马”来源于车站附近的上马村与中马村。

## 车站结构
本站主体位于浑南区沈通线，主体沿沈通线设置，共设2个出入口。车站形式为地下双层岛式车站，地下一层为站厅层，地下二层为站台层。
一号线的满堂停车场设置在本站站后，故一号线列车在本站进行站后折返，列车在到站后将会清客。

### 车站楼层

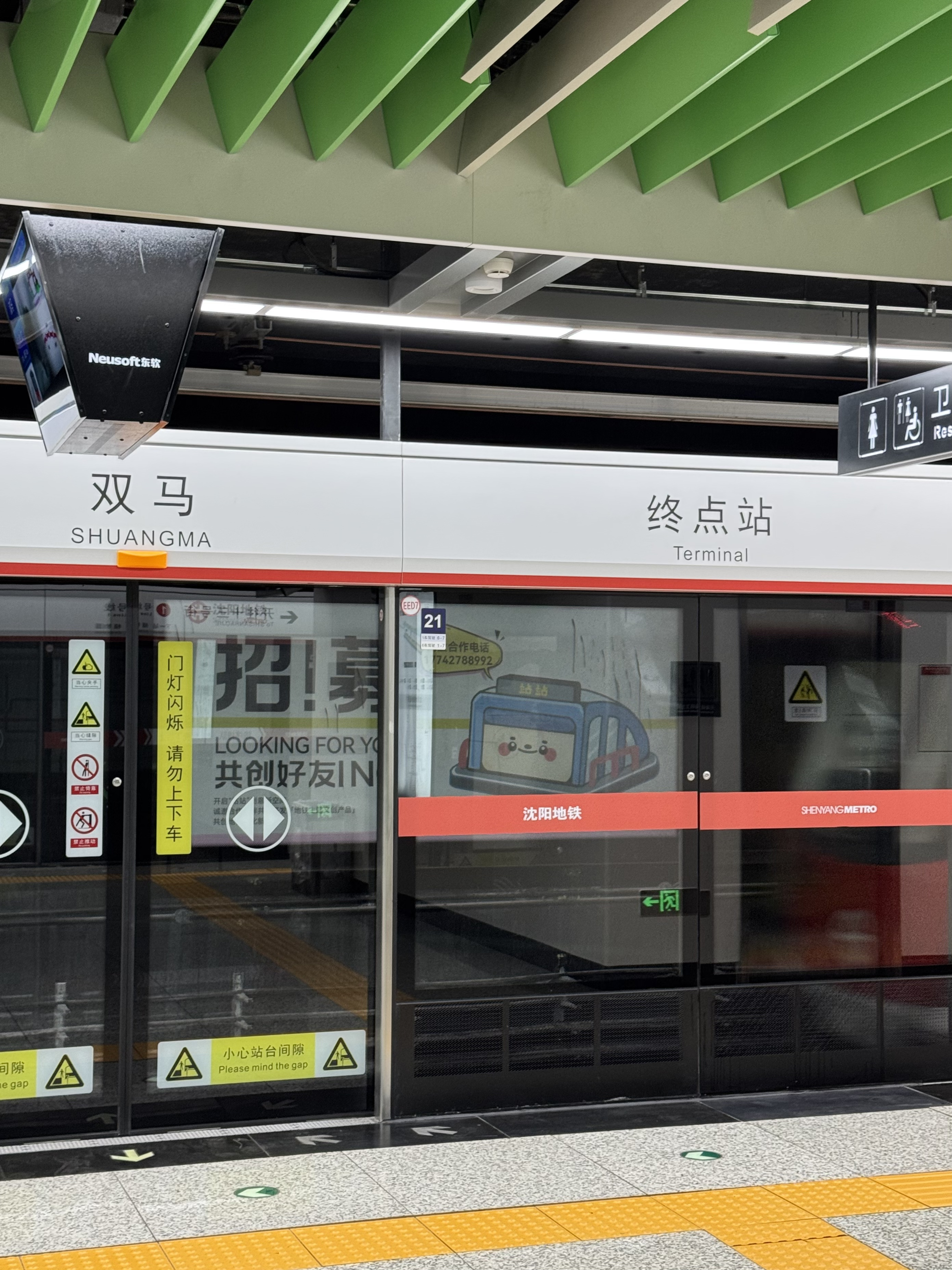
一辆列车正驶入双马站的月台

| 1层               | 出入口 | 出入口                                                                                        |
| B1层              | 站厅层 | 乘客服务中心、自动售票机、自动售货机、安检                                                    |
| B2层              | 站台   | \| \| \| █ 1号线往十三号街（植物园） \| \| 島式 · 開左邊车门 \| \| \| \| \| \| █ 1号线落客 \| |
|                   |        | █ 1号线往十三号街（植物园）                                                                   |
| 島式 · 開左邊车门 |        |                                                                                               |
|                   |        | █ 1号线落客                                                                                   |

### 车站出口
本站设置2个出入口，A出入口位于沈通公路北侧，朝向西，C出入口位于沈通公路南侧，朝向东。地面近C出入口位置设置无障碍电梯。
| 出口编号              | 出口指示      | 建议前往的目的地 | 照片 |
| --------------------- | ------------- | ---------------- | ---- |
| 出口 · A              | 沈通公路 路北 | 十大线           |      |
| 出口 · C · 升降机标志 | 沈通公路 路南 | 中马村、上马村   |      |
| 註： 設有             |               |                  |      |

## 利用状况
本站所在的十大线地区仅有中马村和上马村两个村级建制的居住地，因此居民客流较少。但本站开通后可引入通往世博园附近地区及抚顺热高乐园一带的公交线路，因此部分来自抚顺市或来自世博园附近的居民将会选择本站乘坐地铁，前往沈阳市区。但受各种因素，连接该站至抚顺市、沈抚改革创新示范区的公交线路至今未能开通，因此该站与上述地区的连接能力有限，客流不如预期。

## 接驳交通
| 双马地铁站（站位位于沈通公路，A/C出入口附近） \| 编号 \| 编号 \| 线路 \| 线路 \| 线路 \| 收费 \| 运营商 \| 备注 \| \| ---- \| -------- \| -------------- \| ---- \| ---------- \| ----- \| -------- \| ------------------------- \| \| \| 385 \| 热高海底两万里 \| ⇆ \| 白塔路 \| 2–5元 \| 鑫畅巴士 \| 分段收费 不可使用盛京通卡 \| \| \| V128支线 \| 双马地铁站 \| ↻ \| 双马地铁站 \| 2元 \| 客运一分 \| 定时班车 \| |          |                |      |            |       |          |                           |
| 编号 | 编号     | 线路           | 线路 | 线路       | 收费  | 运营商   | 备注                      |
| | 385      | 热高海底两万里 | ⇆    | 白塔路     | 2–5元 | 鑫畅巴士 | 分段收费 不可使用盛京通卡 |
| | V128支线 | 双马地铁站     | ↻    | 双马地铁站 | 2元   | 客运一分 | 定时班车                  |

| 编号 | 编号     | 线路           | 线路 | 线路       | 收费  | 运营商   | 备注                      |
| ---- | -------- | -------------- | ---- | ---------- | ----- | -------- | ------------------------- |
|      | 385      | 热高海底两万里 | ⇆    | 白塔路     | 2–5元 | 鑫畅巴士 | 分段收费 不可使用盛京通卡 |
|      | V128支线 | 双马地铁站     | ↻    | 双马地铁站 | 2元   | 客运一分 | 定时班车                  |

## 歷史
- 2025年6月30日 - 本站随1号线东延线开通启用。